# Isaak Teper (1882-1943)
Isaak Teper (Chisinau, 25 februari 1882 - Auschwitz, februari 1943) was een Frans-Russische krantenuitgever. Hij was actief in de Joodse gemeenschap van Oost-Europese oorsprong in Parijs tijdens het interbellum.

## Levensloop
Teper was afkomstig uit Chisinau in Bessarabië in het Russische keizerrijk (nu Moldavië) en huwde er met Zivia Garbarg. Hij was van opleiding kleermaker. De grote Joodse gemeenschap daar had te lijden onder antisemitisme. In 1903 en in 1905 vonden er pogroms plaats. Het koppel vestigde zich in 1917 in Parijs (12e arrondissement). Ze kregen vier kinderen en Teper werkte thuis als kleermaker. In 1924 werd hij genaturaliseerd tot Fransman. In 1940 verhuisde het gezin naar Savigny-sur-Orge waar Teper een kruidenierszaak uitbaatte. Op 9 december 1942 werd Isaak Teper aangehouden door de Franse politie en naar het kamp van Drancy gevoerd. Op 13 februari 1943 werd hij op transport naar Auschwitz gezet waar hij omkwam. Zijn echtgenote werd op 19 februari 1943 geïnterneerd in Drancy en op 25 maart van dat jaar naar Auschwitz gevoerd. Ook zij kwam om. Hun vier kinderen konden onderduiken en overleefden de oorlog.
Tot 1920 was Teper lid van de Parti socialiste, daarna, tot 1926, was hij lid van de Parti communiste. Hij was voorzitter van een vereniging van onderlinge bijstand voor Joodse vluchtelingen in Parijs. Hij was eerst uitgever van de Jiddische krant Abeiter orden en vanaf 1934 van de Jiddische krant Naïe Presse (verschenen tussen 1934 en 1993). Zijn krant steunde het Volksfront in Frankrijk en sprak zich uit tegen het Verdrag van München (1938).